# 在モルディブアラブ首長国連邦大使館
在モルディブアラブ首長国連邦大使館（アラビア語: سفارة دولة الإمارات العربية المتحدة في المالديف、英語: Embassy of the United Arab Emirates in Maldives）は、アラブ首長国連邦がモルディブの首都マレに設置している大使館である。

## 沿革
1978年3月15日、アラブ首長国連邦とモルディブの外交関係が樹立される。国交樹立後40年近くにわたって特命全権大使が常駐していなかったが、2018年6月、マレに大使館を設置することが定められた。2019年3月25日、サイード・ムハンマド・アッ＝シャームスィー大使がマレ常駐では初代となる在モルディブ大使としてアブドッラ・シャーヒド外務大臣を表敬訪問した。

## 所在地
Hotel Jen Malé Room 408, Ameer Ahmed Magu, Malé 20096

## 大使
2019年3月25日より、サイード・ムハンマド・アッ＝シャームスィーが特命全権大使を務めている。